# Antoin Scholten
Antonius Simon (Antoin) Scholten (Deventer, 7 september 1959) is een Nederlands VVD-politicus en bestuurder. Sinds 12 november 2012 is hij burgemeester van Venlo.

## Levensloop
Scholten is geboren en getogen in Deventer als oudste zoon met twee jongere zussen in een familie van winkeliers. Hij ging naar de Alexander Hegius Scholengemeenschap in Deventer. Van 1981 tot 1984 studeerde hij Nederlands recht aan de Katholieke Universiteit Nijmegen, hetgeen hij niet afrondde. Van 1982 tot 1985 was hij vicevoorzitter van de JOVD en van 1984 tot en met 1988 kroonbenoemd lid van de Raad voor het Jeugdbeleid.
In 1986 werd Scholten gemeenteraadslid in Deventer en werd meteen fractievoorzitter. In 1991 werd hij er wethouder met als portefeuilles onderwijs, verkeer & vervoer, milieu, ruimtelijke ordening, jeugdbeleid, cultuur, volksgezondheid, verslavingszorg, stadsbeheer en landerijen. Hij was locoburgemeester van Deventer vanaf 1999. Hij kreeg bij zijn afscheid in 2001 de Deventer Stadspenning voor zijn inzet bij de herstructurering van het Deventer voortgezet onderwijs en werd benoemd tot ridder in de Orde van Oranje Nassau.
Van 1995 tot 2002 was Scholten secretaris van de landelijke bestuurdersvereniging van de VVD en van 1982 tot 2002 bekleedde hij diverse bestuursfuncties en commissariaten. In januari 2002 werd hij benoemd tot burgemeester van Zwijndrecht. Na de gemeentefusie van Zwijndrecht en Heerjansdam per 1 januari 2003 volgde zijn benoeming tot burgemeester van deze gemeente.
Vanaf 12 november 2012 is hij burgemeester van Venlo. Naast zijn nevenfuncties ambtshalve is Scholten voorzitter van de Generaal Hoefer Stichting te Hattem en van de Scouting Commissie VVD Limburg.
Scholten heeft twee kinderen. In 2010 overleed zijn echtgenote en in 2018 hertrouwde hij.